# Paul Delvaux
Paul Delvaux (teljes nevén: Paul François Ernest Delvaux, családnevének kiejtése: [dɛlvo]; Antheit, Belgium, 1897. szeptember 23. – Veurne, Belgium, 1994. július 20.) belga posztimpresszionista, expresszionista, szürrealista festő.
Festészete szürreális, néhol emellett antik környezetbe helyezett, jellegzetes, már-már hipnotizáltnak tűnő, álmos tekintetű, távolba révedő női aktjairól nevezetes.

## Életének és művészetének kezdeti szakasza
Delvaux Antheitben, Liège belga tartományban született módos ügyvéd családba.
Fiatal korában zenei tanulmányokat folytatott, ógörögül és latinul tanult.
Gyerekkorában lenyűgözték Jules Verne fantasztikus regényei és Homérosz költészete. Műveire kezdetben ezek az olvasmányélményei gyakoroltak erős hatást. Legkorábbi rajzai mitológiai jeleneteket ábrázoltak.
Tanulmányait a brüsszeli Királyi Szépművészeti Akadémián (Académie Royale des Beaux-Arts) folytatta, bár szülei némileg nehezteltek amiatt, hogy építészet helyett festőművésznek tanult. Ennek ellenére folytathatta a tanulmányait Constant Montald és Jean Delville irányítása mellett. Idősebb kortársai, Frans Courtens és Alfred Bastien festők is ösztönözték Delvaux-t, akinek témái ebben az első időszakban leginkább naturalisztikus tájképek voltak.
1920 és 1925 között mintegy 80 képet festett, amelyeket első egyéni kiállításán mutatta be.

## Művészete
Delvaux festményein az 1920-as évek végén és az 1930-as évek elején jelenik meg az akt a tájban, ami a flamand expresszionisták, valamint Constant Permeke és Gustave De Smet erős hatását mutatják művészetére. Stílusának 1933 körüli megváltozása Giorgio de Chirico metafizikai művészetének hatását tükrözi, amellyel először 1926-ban vagy 1927-ben találkozott. Különösen Az utca titka és melankóliája (1914) című festménye ragadta meg érdeklődését. Delvaux is elismerte de Chirico hatását művészetére:
„Általa jöttem rá annak mikéntjére, hogyan lehet a légkört kialakítani a néma utcákon emberek árnyaival, akik nem is láthatók, soha nem kérdezve magamtól, hogy ez szürrealista-e vagy sem.”
Bár Delvaux egy időben kapcsolatban állt a belga szürrealisták csoportjával, nem tartotta magát „szürrealistának a szó skolasztikus értelmében”. Ahogy Marc Rombaut írta róla: „Delvaux-nak ... mindig is bensőséges és különleges kapcsolata volt gyermekkorához, amely a háttérből motiválta munkáját, és mindig ez vezérelte a felszín alatt. Ez a »gyermekkor« élénken él benne, s ez hozza létre a költői dimenziót művészetében.”
Az 1930-as években Delvaux további ihletet nyert a Brüsszeli Vásáron tett látogatása alkalmával, ahol a némileg elborzasztó és inkább horrorisztikus látványosságnak mint ismeretterjesztőnek szánt Dr. Spitzner féle Anatómia Múzeumban különféle orvosi érdekességeket bemutató kiállításon csontvázak és egy ún. anatómiai Vénusz keltette fel a figyelmét. A látvány rabul ejtette Delvaux-t, s ennek következtében ezek a motívumok – csontvázak, és az anatómiai Vénusz pózához hasonló beállításban heverő női akt – egész későbbi munkáiban újra és újra felbukkannak.
Még a 30-as években kezdte el kölcsönözni a szintén belga René Magritte néhány motívumát, valamint azt a kifejezési módot, hogy látszólag minden fontolgatás nélkül helyezi a legváratlanabbul, legmeghökkentőbben egymás mellé az egyébként teljesen hétköznapi tárgyakat. Az elbeszélő (Le Récitant, 1937) című festményében látható képen utalás található Magritte Erőszak (Le Viol, 1934) című festményére, Magritte A fenyegetett gyilkos (L'assassin menacé, 1927) című képén pedig mintha Delvaux valamelyik kanapén heverő aktja egyikének pózát látnánk viszont.
Magritte és De Chirico táj és épületábrázolásával szemben, akik inkább eltúlzott, torzított perspektívát ábrázoltak, Delvaux-nál a már-már merev, mechanikus, építészeti távlati rajzszerű, műszaki rajz jellegű pontosság látható. Ennek hatására tárgyaiban van valami makettszerűség, a vonatokban és épületekben is valami vasútmodell illetve terepasztal modellszerűség. Aminek a kombinálásával az éjjeli utcákon, vasútállomásokon realisztikus, de éles, átmenet nélküli fény-árnyék játékkal szintén valóságon túli benyomást kelt.
Ennek a későbbi, utánozhatatlan és összetéveszthetetlen stílusának egyik legelső képviselője talán az 1931-es Noktürnök (Nockturns). Ezen a képén már együtt szerepel a későbbről jól ismert stílusú aktábrázolás és az említett perspektíva és épületábrázolás.
1938-ban Párizsban mutatta be műveit a szürrealisták kiállításán.
Visszatérő motívuma önmaga egész alakos, karikírozott, bábuszerű ábrázolása a női aktokéhoz hasonló, a természetesnél nagyobb szemekkel. Néhol csaknem teljesen azonos, visszatérő módon. Egyes festményein René Magritte hasonlóan bábuszerű, híres keménykalapos alakjával,. (A kongresszus, 1941, A hold fázisai III (Les Phases de la Lune III, 1942), A kutatók iskolája, 1958)
Az 1950-es években festett néhány olyan éjszakai jelenetet, amelyek nem tartalmaznak semmilyen kifejezetten szürreális elemet, a holdfényes, álomszerű ábrázolás nyomán mégis kialakul a szemlélőben valamiféle hallucinációra emlékeztető, de legalábbis álomszerű benyomás. A villamosok, vonatok témája egyébként mindig is erősen foglalkoztatták Delvaux-t (A régi Luxemburg pályaudvar, 1922), ugyanis gyermekkorában elbűvölte az első villamosok látványa Brüsszelben.

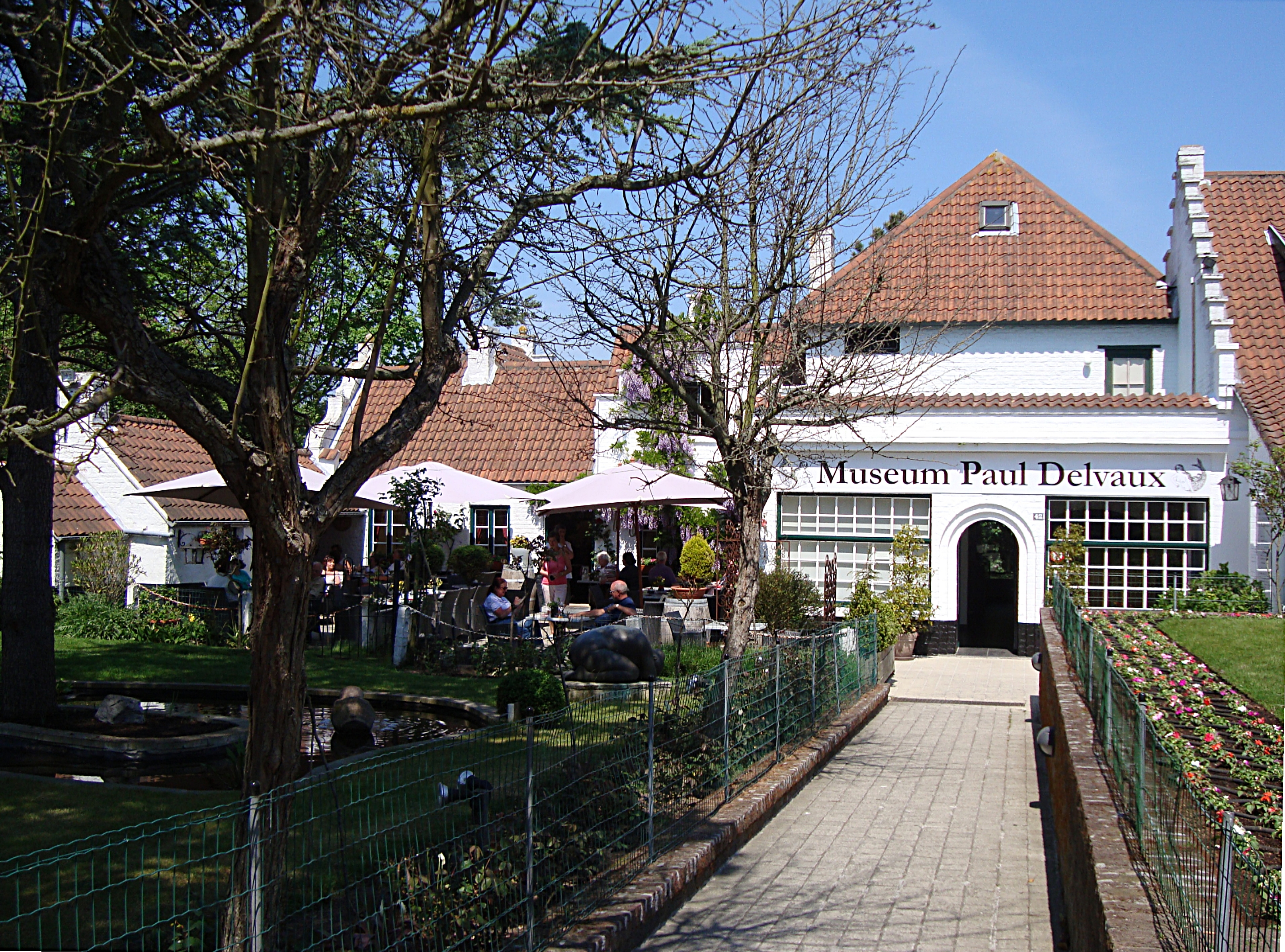
A Paul Delvaux Múzeum Saint-Idesbaldban

Delvaux-nál ritkán szokták szimbólumai mélyebb jelentését feszegetni. Ez részben szerencséje is. Egyes képeinek (például az Ecce homo keresztre feszített csontváza) formalizmusa mögé tekintve ugyanis akár súlyos kereszténységet vagy legalábbis teológiájának sarkalatos pontjait tagadó üzenetet is vélelmezhetnénk. (Nevezetesen: hogy sem Jézus sem más nem győzedelmeskedhet a halálon.)
Készített nagyméretű falfestményeket is, mint például az oostendei Kursaal Kaszinó, a brüsszeli Kongresszusi Palota, továbbá a liège-i Zoológiai Intézet számára.
Olajfestményei mellett számtalan vázlata, vízfestékkel készített terve is fennmaradt, amelyek szintén az aukciók máig legnagyobb érdeklődést kiváltó darabjai.
Baráti köréhez tartozott Albert Claude Nobel-díjas sejtbiológus, orvos.
1965-ben nevezték ki a Királyi Szépművészeti Akadémia (Académie Royale des Beaux-Arts) igazgatójává.
1982-ben Paul Delvaux Múzeum nyílt Saint-Idesbaldban.
Hosszú életét és sok évtizedes munkásságát tekintetbe véve is hatalmas életművet hátrahagyva távozott el 1994-ben a szürrealista festészet egyik legnagyobb alakjaként.

## Néhány ismertebb festménye (nem teljes lista)
(Olaj és vászon, kivéve a másként jelzettek)
- A régi Luxemburg pályaudvar (Vieille gare du Luxembourg[4]), 1922, olaj, fa, 68 × 79,5 cm, Paul Delvaux Alapítvány, Saint-Idesbald, Belgium
- A Leopold negyed állomásának részlete (Vue de la gare du quartier Léopold), 1922, olaj, fa, 125 × 120 cm, Paul Delvaux Alapítvány, Saint-Idesbald, Belgium
- Mosani[5] tájkép (Paysage Mosan), 1925, 85 × 100 cm
- A pár (Le Couple), 1929, 150 × 135 cm
- Lányok vidéken (Jeunes filles à la campagne), 1929, 190 × 135 cm
- Barátok (Les Amies), 1930, 109 × 98 cm
- Fiatal nő (Jeune femme), 1931, 100 × 80 cm
- Alvó Vénusz (La Vénus endormie), 1932
- Rózsaszín hölgy (La Dame rose), 1934, 100 × 120 cm
- Nők és kövek (Femmes et pierres), 1934, 80 × 100 cm
- A paraván (Le Paravent), 1935, 60 × 80 cm
- Tükör (Le Miroir), 1936, 120 × 140 cm
- Nő barlangban (Femme dans une grotte), 1936, 71 × 91,5 cm
- Az ablak (La Fenêtre), 1936, 110 × 100 cm
- Rózsa (La Rose), 1936, 130 × 190 cm
- Szépségek éjjel (Les Belles de nuit, The Beautiful Night????), 1936, 100 × 100 cm
- Csipkés körmenet (Le Cortège des dentelles), 1936, 115 × 158 cm
- Nappali javaslatok (Propositions diurnes), 1937, 105 × 130 cm
- Születésenap (La Naissance du jour), 1937, 120,5 × 150,5 cm
- Az elbeszélő (Le Récitant), 1937, 70 × 80 cm
- Rózsaszín szalagok (Les Rubans roses), 1937, 121,5 × 160 cm, Királyi Szépművészeti Múzeum, Antwerpen
- Éjjeli látogatás (L'Appel de la nuit), 1938, 109,75 × 145 cm
- Vízi nimfák (Les Nymphes des eaux), 1938, 130 × 150 cm
- Az üdvözlet (Le Salut), 1938, 90,5 × 120,5 cm
- Az alvó város (La Ville endormie), 1938, 135 × 170 cm
- Az erdő ébredése (L'Eveil de la forêt, The Awakening of the Forest), 1939, 150 × 200 cm
- Noktürnök (Nocturnes), 1939, olaj, fa, 94 × 123 cm
- Pygmalion (Pygmalion), 1939, olaj, fa, 117 × 147,5 cm
- A látogatás (La Visite), 1939, 100 × 110 cm, magángyűjtemény
- A Hold fázisai (1) (Les Phases de la lune, néhol Les phases de la lune I), 1939, 139,5 × 160 cm
- Az est, 1940
- Az utca embere (L'Homme de la rue), 1940, 130 × 150 cm, Vallon Művészet Múzeuma, Liège
- A városkapu (L'Entrée de la ville), 1940, 170 × 190 cm, Paul Delvaux Alapítvány, Saint-Idesbald, Belgium
- Hajnal a város felett (L'Aube sur la ville), 1940, 175 × 215 cm
- Az álom (Le Songe), 1941, 110 × 130 cm
- A kongresszus (Le Congrès - The Congress), 1941, 160 × 180 cm
- Kurtizánok (Les Courtisanes), 1941, 90 × 100 cm
- Az aggódó város (La Ville inquiète), 1941, 200 × 247 cm
- Az antik város (La Ville antique), 1941, 65 × 100 cm
- A Hold fázisai 2 (Les Phases de la lune 2), 1941, 143 × 175 cm
- A Hold fázisai 3 (Les Phases de la lune 3), 1942, 155 × 175 cm
- Szirén-falu (Le Village des sirènes), 1942, 105 × 127 cm
- A fogoly (La Prisonnère), 1942, olaj, fa
- A Spitzner Múzeum (Le Musée Spitzner, The Spitzner Museum), 1943, 200 × 240 cm
- Alvó Vénusz (La Vénus endormie), 1943, 74 × 158 cm
- Nők a tengernél (Les Femmes devant la mer), 1943, 105,5 × 166,5 cm
- Visszhang (L'Echo), 1943, 105 × 128 cm
- Kurtizánok (Les Courtisanes), 1943, 122 × 186 cm
- Csontváz (Squelette), 1943, olaj, média panel, 85,5 × 58,5 cm
- Csontváz csigaházzal (Squelette à la coquille), 1944, olaj, farostlemez, 122 × 100 cm
- A zöld kanapé (Le Canapé vert), 1944, 130 × 210 cm
- A hívás (L'Appel), 1944, 155 × 150 cm
- Vörös város, 1944
- Csontvázak az irodában (Squelettes dans un bureau), 1944, 97 × 123 cm
- Alvó Vénusz (La Vénus endormie), 1944, 60 × 126 cm
- Város holdfényben (La Ville lunaire), 1944, 107,5 × 238 cm
- A látogatás (La Visite), 1944, 82 × 102 cm
- Csontváz a műhelyben (Squelette à l'atelier), 1945, 156 × 59,5 cm
- A beállított szépség (La Belle du couchant), 1945, olaj, fa, 122 × 123 cm
- Szent Antal megkísértése (La Tentation de Saint Antoine), 1945, 114 × 147 cm
- A tűz, 1945
- A talány (L'Enigme), 1946, olaj, fatábla
- Meztelen szobor (Nus à la statue), 1946, 122 × 183 cm
- Penelopé (Pénélope), 1946, olaj, farostlemez, 120 × 175 cm
- A sötét város (La Ville noire), 1946, 122 × 183 cm
- A lépcső (L'Escalier), 1946, olaj, fa, 122 × 152 cm
- A villamos, piros ajtó, Epheszosz (Le Tramway, porte rouge, Éphèse), 1946, olaj, fa, 83 × 68 cm
- Éjjeli vonat (Train de nuit), 1947, olaj, fa, 153 × 210 cm
- A sétálók (Les Promeneuses), 1947, 130 × 180 cm
- A nagy szirének (Les Grandes sirènes), 1947, olaj, farostlemez (unalite), 203 × 305 cm
- A melankólia dicsérete (L'Eloge de la mélancolie), 1948, olaj, fatábla
- A lépcső (L'Escalier), 1948, olaj, fatábla, 146 × 118 cm
- Léda (Léda), 1948, olaj, fa, 153 × 95 cm
- Nyilvános hang (La Voix (voie) publique), 1948, olaj, fa, 152,5 × 254 cm, Musées royaux des Beaux-arts de Belgique
- A templom (Le Temple), 1949, olaj, fa, 110 × 143 cm
- Levétel a keresztről (La Descente de croix), 1949, olaj, rétegelt lemez (triplex), 180 × 260 cm
- Sárkányeregető hölgyek (Les Dames aux cerfs-volants), 1950, olaj, fa, 80 × 100 cm
- Olümpia (Olympie), 1950, olaj, fa, 180 × 265 cm
- Vaskor (L'Âge du fer), 1951, olaj, fa, 153 × 241 cm
- Keresztre feszítés (Crucifixion), 1951/1952, olaj, fa, 178,5 × 266,5 cm
- Tél (L'Hiver), 1952, olaj, sur verre, 175 × 225 cm
- A csillár (Le Lustre), 1952, olaj, fa, 120 × 150 cm
- A sírba tétel (La Mise au tombeau), 1953, olaj, fa, 175 × 300 cm
- Angyali üdvözlet (L'Annonciation), 1955, olaj, rétegelt lemez (multiplex), 109,5 × 149,5 cm
- Magány (Solitude), 1955, olaj, fatábla, 99,5 × 124 cm
- Karácsonyéj (Nuit de Noël), 1956, olaj, farostlemez, 120 × 170 cm
- Város holdfényben 2. (La ville lunaire n°2), 1956, Legs Delsemme, Musée de Louvain-la-Neuve
- Orfeusz (Orphée), 1956, olaj, fatábla, 120 × 170 cm
- Faubourg (Faubourg), 1956, olaj, fatábla, 129,7 × 129,7 cm
- A sírba tétel (La Mise au tombeau), 1957, olaj, fa, 130 × 120 cm
- Ecce Homo (Ecce Homo), 1957, 270 × 200 cm
- Antinoosz (Antinoüs), 1958, olaj, farostlemez (unalite), 122 × 183 cm
- Elővárosi vonatok (Trains de banlieue), 1958, 151 × 219 cm
- A kutatók iskolája (L'École des savants), 1958, 150 × 220 cm
- Kis állomás éjjel (Petite gare de nuit, Small Train Station at Night), 1959, 140 × 170 cm
- Belgium irodalmi térképe (La Carte littéraire de Belgique), 1958, 305 × 490 cm
- Erdei állomás (La Gare forestière), 1960, 160 × 220 cm, Paul Delvaux Alapítvány, Saint-Idesbald, Belgium
- A teremtés (La Genèse), 1960, 660 x 1190 cm, Van Beneden Zoológiai Intézet, Liège
- Az őr (Le Veilleur 2), 1961, olaj, farostlemez (unalite), 122 × 226,5 cm
- Tavasz (Le Printemps), 1961, 119 × 138 cm
- Kis ösvény (Petit chemin), 1961, olaj, fa, 122 × 122 cm
- Csillagászok (Les Astronomes), 1961, 155 × 255 cm
- Fiatal lányok Tongres-ban (Les Demoiselles de Tongres), 1962, 160 × 250 cm, Isy Brachot, Páris/Brüsszel
- Az őr (Le Veilleur III autre titre Horizons), 1962, 170 × 270 cm
- Szabbat (Le Sabbat), 1962, 160 × 260 cm
- Minden világít (Toutes les lumières - All the Lights), 1962, 150 × 130 cm
- Édes éj (Douce nuit), 1962, 130 × 185 cm
- Nő tükör előtt (????, The Viaduct), 1963, 100,3 × 130,8 cm, Thyssen-Bornemisza Múzeum, Madrid
- Állomás nappal (Gare le jour), 1963, olaj, farostlemez (unalite), 77 × 53 cm
- Állomás éjjel (Gare la nuit), 1963, olaj, farostlemez (unalite), 77 × 53 cm
- Kis tér az állomáson (Petite place de la gare), 1963, 110 × 140 cm
- Felvonulás (Le Cortège), 1963, olaj, farostlemez (unalite), 122 × 244 cm
- Hajnal (L'Aurore, Women-Trees), 1964, olaj, vászon, rétegelt tábla, 122 × 244
- A búcsú (Les adieux), 1964
- Lemondás (Abandon), 1964, 140 × 160 cm
- Az elfeledett város (La Ville oubliée), 1964, 140 × 180 cm
- A tenger közelsége (La Mer est proche), 1965, 140 × 190 cm
- Árnyak (Les Ombres), 1965, 125 × 231 cm
- Okos szüzek (Les Vierges sages), 1965, 180 × 280 cm
- Akropolisz (L'Acropole), 1966, 150 × 230 cm
- A tünemény (Le Mirage), 1967, 210 × 190 cm
- Krizeisz (Chrysis), 1967, 160 × 140 cm
- Világ vége, 1968
- Kék kanapé (Le Canapé bleu), 1967, 140 × 180 cm
- Pompei (Pompéi), 1970, 160 × 260 cm
- (Sérénité), 1970, olaj, farostlemez, 122 × 152 cm
- A kert (Le Jardin), 1971, 140 × 190 cm
- Jules Verne emlékére (Hommage à Jules Verne, Tribute to Jules Verne), 1971, 150 × 210 cm
- Az esti hivatal (L'Office du soir), 1971, olaj, fa, 85 × 125 cm
- Vesta-szüzek (Les Vestales), 1972, 140 × 190 cm
- (Les Ruines de Sélinonte), 1972/1973, 140 × 220 cm
- Találkozás Epheszoszban (Le Rendez-vous d'Éphèse), 1973, 150 × 240 cm
- Párbeszéd (Le Dialogue), 1974, 150 × 260 cm
- Az esküvői ruha (La Robe de mariée), 1976
- Az éjjeli tenger (Nuit sur la mer), 1976
- Az alagút (Le Tunnel, The Tunnel), 1978
- A póz (La Pose), 1979
- Az út Rómába (La Route de Rome), 1979
- Éjjeli hírvivő (La Messagère du soir, 1980
- Fellini emlékére (Hommage à Fellini), 1981
- A dioszkuroszok (Les Dioscures), 1982
- Az utca (La Rue), 1982